# Яковлев, Сергей Леонидович
Сергей Леонидович Яковлев (род. 6 сентября 1956 года, Щербаков) — российский физик и математик. Доктор физико-математических наук (1998), профессор, заведующий кафедрой вычислительной физики СПбГУ, Почетный работник высшего профессионального образования.

## Биография
Окончил физический факультет Ленинградского государственного университета, где учился в 1975—1980 гг. сразу по трем кафедрам: кафедре высшей математики и математической физики, кафедре квантовой механики и кафедре теории ядра и элементарных частиц. Окончил аспирантуру того же факультета, аспирант в 1981—1983 гг. Ученик академика С. П. Меркурьева.
Кандидат физико-математических наук (ЛГУ, 1983), тема кандидатской диссертации Дифференциальная формулировка задачи рассеяния для системы N тел.
Доктор физико-математических наук (СПбГУ, 1998), тема докторской диссертации Квантовая задача N тел и метод кластерной редукции.
С 1984 года — преподаватель в Рыбинском институте, с 1988 года — в СПбГУ (ЛГУ до 1991 года) доцент на кафедре вычислительной физики, с 1998 года — профессор, с 2003 года — заведующий кафедрой.
Автор более 100 работ в области квантовой механики, квантовой теории рассеяния, вычислительной физики, математической физики.